# 莫艾河

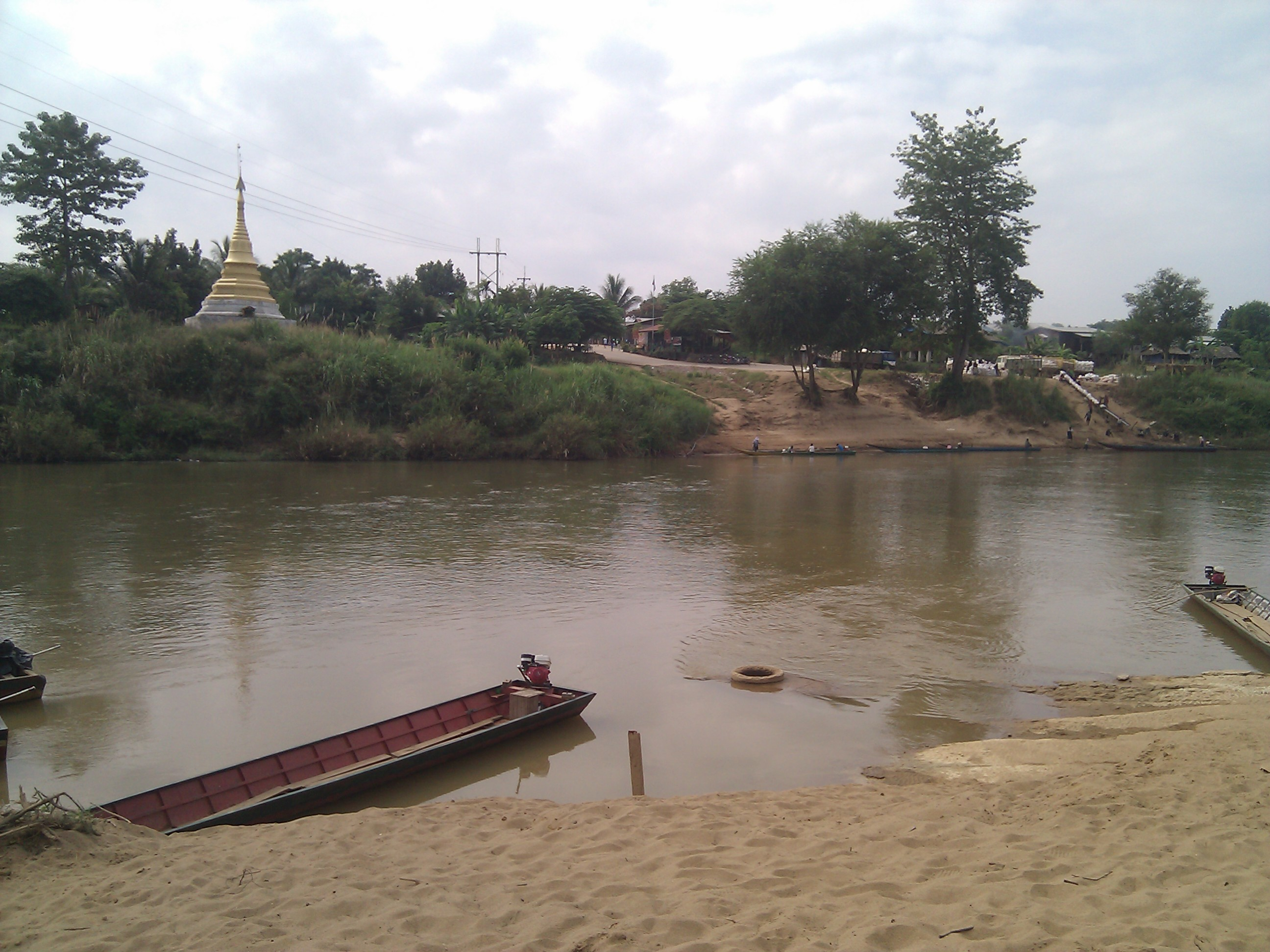
從莫艾河泰國一側看緬甸

莫艾河（皇家轉寫：Maenam Moei，IPA：[mɛ̂ːnáːm mɤːj]，斯高克倫語：
），又稱莫伊河、當翁河，是位於泰國、緬甸邊界地帶的一條河流，為薩爾溫江的左岸支流。與泰國的大多數河流不同，莫艾河向西北方向流動。它發源於泰國達府的朴帕縣中部，向南流至泰、緬邊界後轉向西南再轉北沿兩國邊界而流，在泰國一側經過湄索縣、湄拉馬縣和他頌央縣及夜豐頌府索梅縣，在緬甸一側經過克倫邦的苗瓦迪縣及帕安縣，隨後注入薩爾溫江。莫艾河河長327公里（203英里）。
尤岸河是莫艾河的右岸支流，其滙流處僅在莫艾河與薩爾溫江匯合之前7公里（4英里）。許多魚類棲息在其水域，包括體長可達150公分的月尾諾鱨。
緬甸著名電詐園區與人口販賣的最終站——KK園區位於該河流之西側，東側即為泰緬邊境。

## 國界
莫伊河是泰國和緬甸之間邊界的一部分。這條河是緬甸國防軍和克倫族民兵之間發生衝突的場景。克倫族經常渡河，有時作為難民進入泰國，有時回到緬甸。